# Évêché titulaire de Sululos

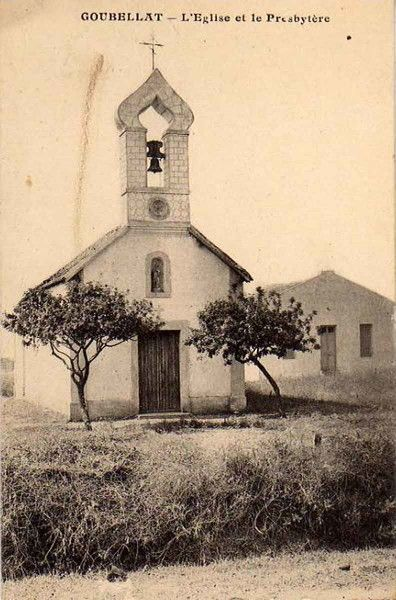
Église de Goubellat dans les années 1920.

Le diocèse de Sululos (latin : Dioecesis sululitana) est un siège titulaire de l'Église catholique localisé à Sululos en Tunisie.

## Histoire
Il s'agit d'un diocèse chrétien antique, de la province romaine d'Afrique proconsulaire, suffrageant de l'archidiocèse de Carthage.
Son évêque Restituziano a participé à la conférence de Carthage en 411,. Le diocèse a cessé de fonctionner à la suite de la conquête musulmane du Maghreb au IVe siècle, cependant le christianisme reste encore présent pendant quatre siècles dans la région, comme l'atteste la citation du nom de deux évêques au XIe siècle à Carthage.
En 1927, le diocèse est recréé en même temps que deux autres diocèses tunisiens, Semta et Vazari,,. Le premier évêque titulaire est le Languedocien Mgr Ange-Marie Hiral.

## Évêques

### Évêques de l'époque romaine
- Restituziano (mentionné en 411).

### Évêques titulaires
- Ange-Marie Hiral, O.F.M. (18 mars 1929 au 18 janvier 1952, décès), vicaire apostolique du Port-Saïd (Égypte) ;
- Fidel García (es) (7 mai 1953 au 10 février 1973, décès), évêque de Calahorra et La Calzada (Espagne) ;
- Tomás Guilherme Murphy (en), C.SS.R. (29 décembre 1973 au 6 juillet 1995, décès), évêque auxiliaire de Salvador de Bahia (Brésil) ;
- Jean-Baptiste Tseng Chien-tsi (depuis le 29 août 1998), évêque auxiliaire émérite de Hualien (Taïwan).